# São Joaquim de Bicas (ort)
São Joaquim de Bicas är en ort i Brasilien.   Den ligger i kommunen São Joaquim de Bicas och delstaten Minas Gerais, i den sydöstra delen av landet, 600 km sydost om huvudstaden Brasília. São Joaquim de Bicas ligger 756 meter över havet och antalet invånare är 14 630.
Terrängen runt São Joaquim de Bicas är platt norrut, men söderut är den kuperad. Runt São Joaquim de Bicas är det tätbefolkat, med 369 invånare per kvadratkilometer.. Närmaste större samhälle är Betim, 12,0 km nordost om São Joaquim de Bicas.
Omgivningarna runt São Joaquim de Bicas är huvudsakligen savann.